# Новохреновое
Новохреновое — село в Панинском районе Воронежской области.
Входит в состав Октябрьского сельского поселения.

## География
Село расположено в западной части Октябрьского сельского поселения, на правом берегу реки Тамлык.

## История
Основание села относится к концу XVIII — началу XIX веков, когда по берегам реки Тамлык возникло несколько хуторов-выселков из более старых сёл Воронежского уезда. Развитие села получило в советское время. В 1982 году институтом «ЦЧОГипросельхозстрой» был выполнен проект планировки и застройки села.

## Население
| 2000 | 2005 | 2010 |
| ---- | ---- | ---- |
| 624  | ↘616 | ↘489 |

В 2007 году численность населения посёлка составляла 542 человека.

### Известные люди
В посёлке родились:
- П. В. Карандеев — Герой Социалистического Труда,
- Е. С. Жеребцов — советский художник.